# Geiswasser
Geiswasser è un comune francese di 309 abitanti situato nel dipartimento dell'Alto Reno nella regione del Grand Est. Si trova lungo il fiume Reno, al confine con la Germania.

## Società

### Evoluzione demografica
Abitanti censiti